# 크라이톡스

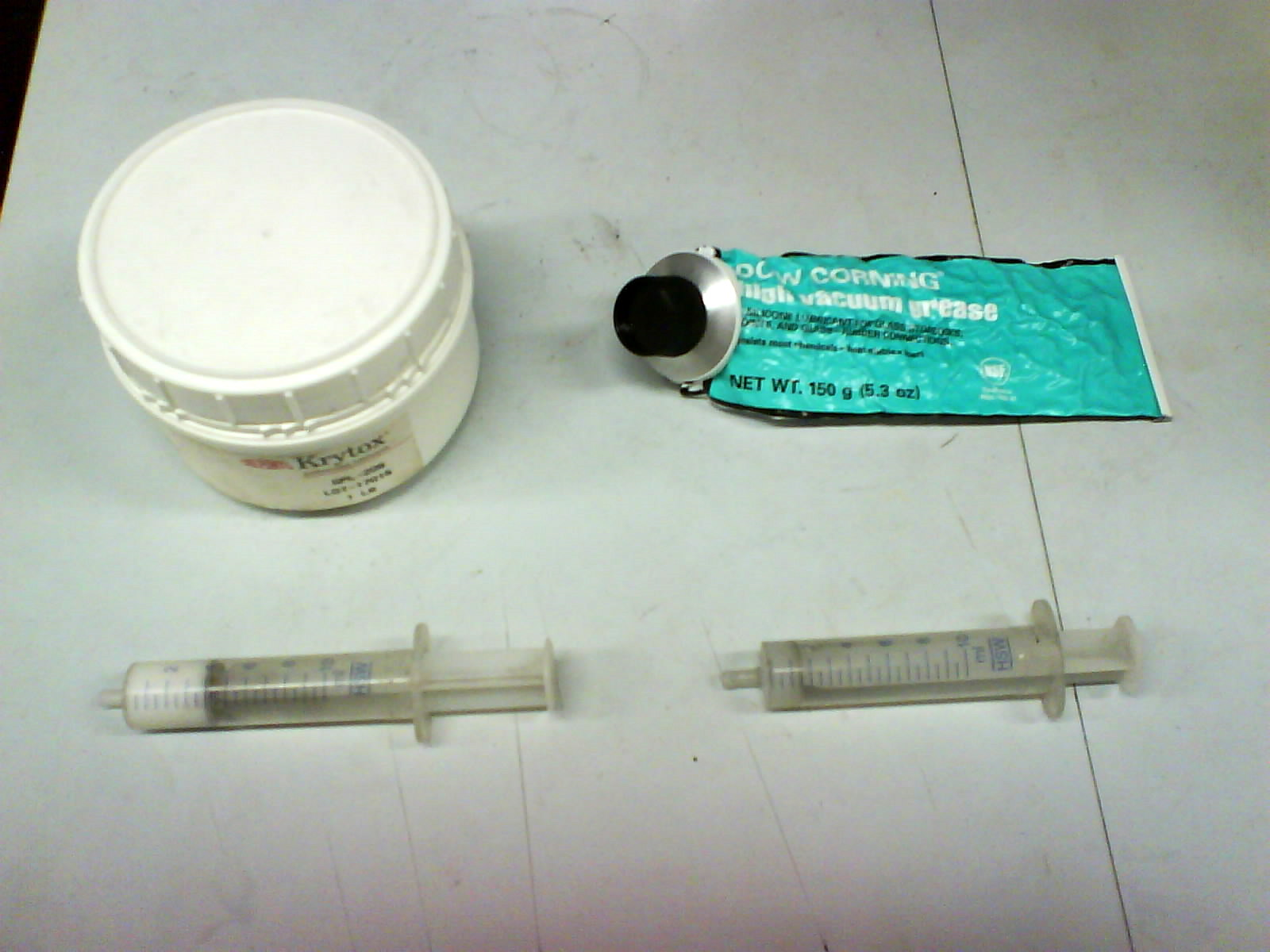
크라이톡스 플루오에테르계 그리스와 도우 콘잉 (Dow Corning) 실리콘 그리스 튜브(녹색). 둘 다 불활성이기 때문에 고진공 응용 분야를 포함한 실험실에서 자주 사용된다.

크라이톡스(Krytox)는 케무어스(Chemours)의 윤활제 등록 상표로, 다양한 용도의 무색 합성 윤활제(오일 및 그리스)그륩을 말한다. 듀폰(DuPont)의 연구원들에 의해 발명되었고, 크라이톡스 오일은 폴리헥사플루오로프로필렌 옥사이드의 플루오로카본 에테르 중합체이다. 화학식은: F−(CF(CF3)−CF2−O)n−CF2CF3으로, 여기서 중합의 정도는, 일반적으로 10 ~ 60 범위 내에 있다. 이러한 화합물은 과불소폴리에테르(PFPE), 과불소알킬에테르(PFAE) 및 과불소폴리에테르(PFPAE)를 포함한 많은 이름으로 통칭된다. 고유 식별자는 CAS 레지스트리 번호인 60164-51-4이다.
크라이톡스 그리스에는 PFPE 외에도 PTFE의 텔로머가 포함되어 있으며 실제로 PTFE의 액체 또는 그리스 형태로 설계되었다. 열적으로 안정적이고 불연성(액체 산소에서도 불용성)이며 물, 산, 염기 및 대부분의 유기 용매에 불용성이다. 휘발성이 없고 -75 ~ 350 °C (-100 ~ 660 °F) 이상의 넓은 온도 범위에서 유용하며, 이온화 방사선에 대한 높은 저항성으로 인해 항공 우주 및 원자력 산업에 유용하다. 극도의 압력을 견딜 수 있고, 고진공에서 가스 유출에 저항할 수 있으며, 극심한 기계적 스트레스 하에서 작동할 수 있는 제형이 존재한다.
솔베이(Solvay)의 폼블린 레인지(Fomblin range)와 같은 다른 회사들은 유사한 특성을 가진 일부 제형과 함께 PFPE 윤활제를 제조한다.

## 안전성
제조사는 크라이톡스 튜브에 대해 "가벼운 피부와 눈 자극을 유발할 수 있다. 매우 뜨거운 표면(500°F/260°C 이상)에 접촉하면 연기가 발생하여 기침이나 호흡기 자극을 유발할 수 있다. 과도한 양은 몇 시간 동안 명백하지 않은 폐 손상으로 이어질 수 있다. 이러한 매연은 독감과 유사한 증상을 유발할 수도 있다."라고 언급하고 있다.